# آرتور کلاود روجی
آرتور کلاود روجی (به انگلیسی: Arthur Claude Ruge؛ ۲۸ ژوئیهٔ ۱۹۰۵–۳ آوریل ۲۰۰۰) یک مهندس مکانیک و مخترع آمریکایی بود که یکی از انواع فشارسنجها را توسعه داد.

## اختراع فشارسنج
او در طول تحقیقات مرتبط با ایمن‌سازی زلزله، او متوجه شد که باید میزان فشار و استرس وارد بر مخازن آب ایجاد شده در اثر زلزله را به دست بیاورد. در پی برآورده کردن این نیاز وی اقدام به ساخت یک فشارسنج کرد. طبق گفته‌های خود او، در ۳ آوریل ۱۹۳۸، کل ایده ساخت فشارسنج در یک لحظه به ذهن او خطور کرد. ایده او چسباندن یک تکه کاغذ سیگار به مخازن و متصل کردن یک سیم به آن بود. روجی و دستیارش به سرعت این دستگاه ابتدایی را به اختراعی که بعدها ثبت شد توسعه دادند.

بارنابی فِدِر اینگونه تفسیر می‌کند:
SR-4 اختراع فریبنده و ساده ای بود. ۴ رشته سیم تنگستن نازک مشابه آنچه در لامپ‌ها وجود دارد، مثل یک الماس به یکدیگر چسبیده بودند. هنگامی که جریانی برقرار شود، تا زمانی که سیم‌ها کاملاً هم تراز باشند، هیچ ولتاژی مشاهده نمی‌شود. اما زمانی که نیرویی تقارن موجود بین آن‌ها یعنی مقاومت سیم‌ها را بهم بزند، دستگاه ولتاژی متناسب با نیروی اعمال شده نشان می‌دهد. 
هنگامی که MIT اختراع روجی را منتشر کرد، اظهار داشت که این اختراع اگرچه جالب است اما ظرفیت چندانی ندارد. روجی در آن زمان بود که اقدام به تجاری سازی این اختراع کرد. در همان زمان بود که او متوجه شد فشارسنجی که او اختراع کرده یک سال قبل ادوارد سیمونز یک مهندس الکترونیک در مؤسسه فناوری کالیفرنیا اختراع شده‌است. با وجود اینکه سیمونز نخستین کسی بود که این فشارسنج را اختراع کرد، اعتبار این فشارسنج به هردو آن‌ها تعلق دارد. نام SR-4 برگرفته از حرف اول نام خانوادگی آن دو است و عدد چهار اشاره به ۴ نفری است که در اختراع این فشارسنج نقش داشته‌اند (اشاره به دو نفر دستیار).